# Knots (película)
Knots es una película de comedia escrita por Greg Lombardo y Neil Turitz y dirigida por Lombardo, que fue proyectada en el Festival de Cine Gen Art en 2004 y estrenada en televisión por cable en 2005. Aparecen John Stamos, Michael Leydon Campbell y Tara Reid.

## Trama
La película cuenta la historia de un hombre (Scott Cohen) quien descubre que su esposa (Annabeth Gish) está teniendo una aventura, y las consecuencias de la relación resultante con la amante (Paulina Porizkova).